# Studîneț, Tîsmenîțea
Studîneț (în ucraineană Студинець) este un sat în comuna Lîpivka din raionul Tîsmenîțea, regiunea Ivano-Frankivsk, Ucraina.

## Demografie
Componența lingvistică a localității Studîneț
     Ucraineană (99,42%)
     Alte limbi (0,58%)
Conform recensământului din 2001, majoritatea populației localității Studîneț era vorbitoare de ucraineană (99,42%), existând în minoritate și vorbitori de alte limbi.